# فرنسيس د. كيمبل
فرنسيس د. كيمبل (بالإنجليزية: Francis D. Kimball)‏ هو محامي وسياسي أمريكي، ولد في 1820 في نيوهامبشير في الولايات المتحدة، وتوفي في 15 أغسطس 1856 في كولومبوس في الولايات المتحدة. حزبياً، نشط في الحزب الجمهوري.